# Tourailles
Tourailles ist eine französische Gemeinde mit 129 Einwohnern (Stand: 1. Januar 2022) im Département Loir-et-Cher in der Region Centre-Val de Loire. Sie gehört zum Arrondissement Vendôme und zum Kanton Montoire-sur-le-Loir. 

## Geografie
Die Gemeinde Tourailles liegt 15 Kilometer südsüdöstlich von Vendôme und 18 Kilometer nordwestlich von Blois. Nachbargemeinden von Tourailles sind Villeromain im Norden, Villemardy im Nordosten, Villefrancœur im Osten, Landes-le-Gaulois im Südosten und Süden sowie Pray im Westen.

## Einwohnerentwicklung
| Jahr                       | 1962 | 1968 | 1975 | 1982 | 1990 | 1999 | 2011 | 2022 |
| -------------------------- | ---- | ---- | ---- | ---- | ---- | ---- | ---- | ---- |
| Einwohner                  | 168  | 171  | 158  | 135  | 149  | 133  | 127  | 129  |
| Quellen: Cassini und INSEE |      |      |      |      |      |      |      |      |

## Sehenswürdigkeiten

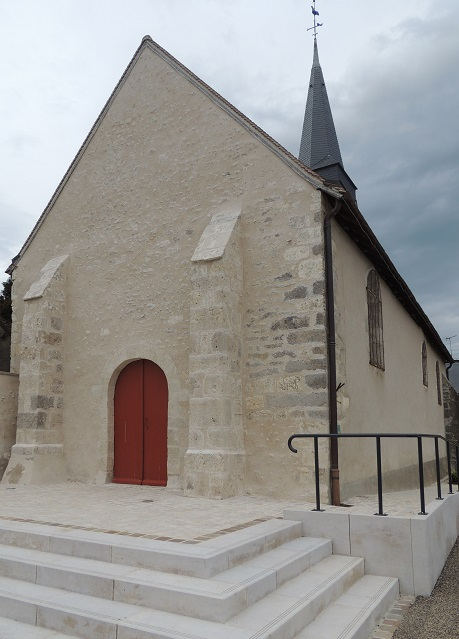
Kirche Saint-Jean

- Kirche Saint-Jean